# Neuerkirch

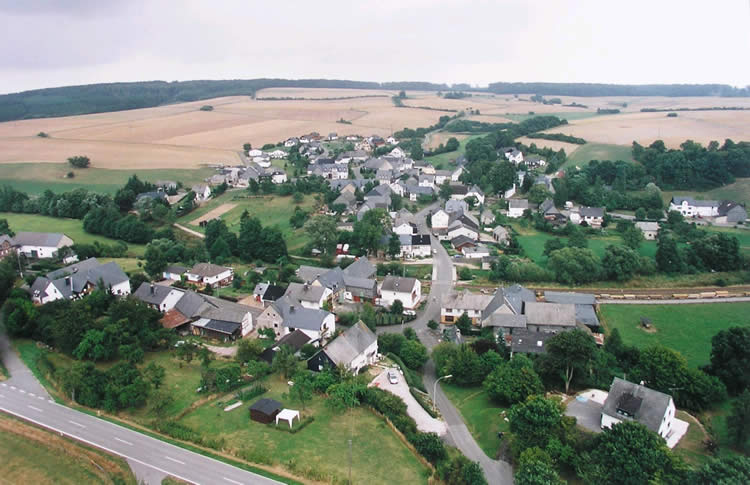
Neuerkirch, Hunsrück

Neuerkirch ist eine Ortsgemeinde inmitten der Mittelgebirgslandschaft des Hunsrücks im Rhein-Hunsrück-Kreis in Rheinland-Pfalz. Sie gehört der Verbandsgemeinde Simmern-Rheinböllen an.

## Geographie
Neuerkirch liegt zentral im Hunsrück zwischen Simmern und Kastellaun, direkt am Schinderhannes-Radweg auf einer mittleren Meereshöhe von 360 m über NN. Die landwirtschaftliche Fläche umfasst 250 ha, die Waldfläche 200 ha. Der Külzbach durchfließt das Dorf, früher galt der Bach auch als politische Grenze zwischen zwei ursprünglich selbständigen Dörfern Neuerkirch diesseits und Neuerkirch jenseits. Die Ortsgemeinde Neuerkirch betreibt im Verbund mit vier weiteren Gemeinden einen Kindergarten mit Standort im benachbarten Alterkülz.

### Nachbarorte
| Alterkülz  | Laubach                                     | Horn                  |
| Michelbach | Kompassrose, die auf Nachbargemeinden zeigt | Klosterkumbd          |
| Fronhofen  | Külz und Keidelheim                         | Kümbdchen und Simmern |

## Geschichte
Bodenfunde aus der jüngeren Steinzeit berichten von einer Ansiedlung an der Stelle des Dorfes. Die erste urkundliche Erwähnung erfolgte im Jahre 1302.
Ursprünglich führte Neuerkirch den Namen Külz. Erst nach der Reformation bekam Neuerkirch jenseits des Külzbaches und Neuerkirch diesseits des Külzbaches den Namen. Neuerkirch jenseits des Külzbaches gehörte lange zum Herzogtum Pfalz-Zweibrücken und Neuerkirch diesseits des Külzbaches zu Pfalz-Simmern und der Kurpfalz.
Mit der Besetzung des linken Rheinufers 1794 durch französische Revolutionstruppen wurde Neuerkirch französisch, 1815 wurde Neuerkirch auf dem Wiener Kongress dem Königreich Preußen zugeordnet.
Bis 1938 bestand Neuerkirch diesseits und jenseits des Külzbaches aus zwei getrennten Gemeinden.
Nach dem Ersten Weltkrieg zeitweise wieder französisch besetzt, ist der Ort seit 1946 Teil des damals neu gebildeten Landes Rheinland-Pfalz.

## Politik

### Gemeinderat
Der Gemeinderat in Neuerkirch besteht aus acht Ratsmitgliedern, die bei der Kommunalwahl am 9. Juni 2024 in einer Mehrheitswahl gewählt wurden, und der ehrenamtlichen Ortsbürgermeisterin als Vorsitzender. Bei der Wahl 2024 erhöhte sich die Zahl der Ratsmitglieder gemäß rheinland-pfälzischen Kommunalwahlrecht von sechs auf acht, da sich die Einwohnerzahl am Stichtag auf über 300 erhöht hatte.

### Bürgermeister
Evelyn Brosowski wurde am 4. Juli 2024 Ortsbürgermeisterin von Neuerkirch. Bei der Direktwahl am 9. Juni 2024 war sie als einzige Bewerberin mit 77,5 % für fünf Jahre gewählt worden.
Brosowskis Vorgänger Volker Wichter hatte das Amt über 22 Jahre ausgeübt und kandidierte bei der Wahl 2024 nicht erneut.

### Wappen
1979 beschloss der Gemeinderat die Einführung eines Gemeindewappens. Der vordere Schildteil verweist auf die ehemalige Zugehörigkeit von Neuerkirch jenseits zum Herzogtum Zweibrücken (Amt Kastellaun). Der Wellenbalken ist ein Hinweis auf den Külzbach, der Neuerkirch in zwei Ortsteile trennt. Die Kirche deutet redend den Ortsnamen, Hammer und Schlägel nehmen Bezug auf die Silberschmelze an der Gemarkungsgrenze.

## Wirtschaft und Infrastruktur
Bis ins 19. Jahrhundert prägte unter anderem der Erz-, Zink-, Eisen- und Silberbergbau sowie die Verarbeitung der Bodenschätze die Wirtschaft in Neuerkirch, wobei der Abbau und die Verhüttung auf der Gemarkung der Nachbargemeinde Alterkülz stattfanden. Von der Grube Eid sind heute noch Abraumhalden erhalten. Geblieben sind lediglich Hinweise im Ortswappen und wenige Bergbauunikate im Museum.
Neuerkirch liegt an der Trasse der ehemaligen Hunsrückbahn, die Simmern und Boppard verband. Das Dorf konnte den direkt an der Ortsgrenze zu Külz liegenden Bahnhof Külz nutzen, der nach der Stilllegung der Strecke abgetragen wurde. Heute verläuft der touristisch stark genutzte Schinderhannes-Radweg auf der umgebauten Bahntrasse.
Die ehemals dominierende Landwirtschaft ist fast vollständig verschwunden, sodass in diesem Bereich nur noch ein Vollerwerbsbetrieb und mehrere Nebenerwerbsbetriebe übrig geblieben sind.
Daneben bieten ein Zimmerei- und Kranunternehmen, ein Metallbauunternehmen, ein Bauunternehmen, eine Bauernküche, eine Schreinerei, ein Textilhaus, zwei Versicherungsagenturen und eine Tierarztpraxis Arbeitsplätze im Dorf an. Die übrigen Erwerbstätigen pendeln zu Arbeitsstätten außerhalb von Neuerkirch.
Die Projektentwicklungsgesellschaft juwi betreibt seit 2011 den Windpark Neuerkirch mit acht Windkraftanlagen des Typs Enercon E-82 auf dem nordöstlich von Neuerkich gelegenen Höhenzug. Eine weitere Anlage vom Typ Repower 3.2M114 mit einer Leistung von 3,14 MW ist beantragt.

## Kultur und Sehenswürdigkeiten
Die Ortsgemeinde betreibt seit Juni 1989 das Kulturhistorische Museum. Der Kern des Museums geht auf die Sammlung des Hunsrückmuseums in Simmern zurück. Nach dreijähriger Vorbereitungsphase wurde es eröffnet und der Bevölkerung zugänglich gemacht. Ziel des Museums ist es, bäuerliche Arbeitsgeräte und Maschinen, alte handwerkliche Berufe und deren Erzeugnisse sowie die dörfliche Wohnkultur vergangener Zeiten zu dokumentieren. Eine erhebliche Erweiterung erfuhr sie durch die Bereitschaft der Hunsrückbevölkerung, dem Museum Gegenstände der historischen Dorfkultur für Ausstellungszwecke zur Verfügung zu stellen. Die Wohn- und Wirtschaftsgebäude, in denen das Museum untergebracht ist, gehören der Ortsgemeinde Neuerkirch.
Das kulturelle Leben wird von drei Vereinen geprägt. Am 2. Sonntag im Juli findet der traditionelle Kunsthandwerker- und Bauernmarkt im historischen Ortskern statt. Im Museum und auf dem Museumsvorplatz sorgt der Trägerverein zusammen mit Partnerorganisationen für ein abwechslungsreiches Kulturangebot unter anderem mit Oldtimer-Show und Open-Air-Kino.

## Persönlichkeiten
- Johann Jakob Röhrig (1787–1856), Dorfschullehrer und Verfasser eines wichtigen Memoirenwerks über seine in den Jahren 1813 und 1814 erfolgte Teilnahme an den Napoleonischen Kriegen
- Richard Oertel (1860–1932), 1896 bis 1929 Pfarrer in Neuerkirch und von 1912 bis 1918 Abgeordneter der Nationalliberalen Partei im Preußischen Abgeordnetenhaus, später 1919 und 1920 für die Deutsche Volkspartei (DVP) in der Weimarer Nationalversammlung, 1920 bis 1924 Mitglied des ersten Reichstags der Weimarer Republik.